# Epicauta nigropunctata
Epicauta nigropunctata es una especie de coleóptero de la familia Meloidae.

## Distribución geográfica
Habita en Argentina y Bolivia.